# Denis Cosgrove
Denis E. Cosgrove (Liverpool, 3 mei 1948 – Los Angeles, 21 maart 2008) was een Alexander von Humboldt Hoogleraar Geografie aan de University of California, Los Angeles.

## Levensloop
Zijn jeugd bracht Cosgrove door in Liverpool. Het basisonderwijs volgde hij op St. Francis Xavier college, een school geleid door Jezuïeten. De invloed van deze uitgesproken katholieke opleiding bleef zijn hele leven zichtbaar. In Oxford zette hij zijn opleiding voort op het St. Catherine’s College van de Universiteit van Oxford waar hij geografie studeerde, maar zich ook verdiepte in geschiedenis en klassieke talen. In Toronto behaalde hij zijn Masters Degree in 1971 en keerde daarna terug naar Oxford. Hij werd docent aan het toen net gestichte Geography Division of Oxford Polytechnic (later Oxford Brookes University), waar hij werkte in een multidisciplinaire omgeving van 1972 tot 1980. Van 1980 tot 1994 was hij senior lecturer en later reader aan de Loughborough University. In 1994 volgde zijn benoeming als hoogleraar sociale geografie aan de Universiteit van London. In 2000 aanvaardde hij de Alexander von Humboldtleerstoel voor geografie aan de University of California in Los Angeles. Hij overleed in 2008 aan de gevolgen van kanker.

## Wetenschappelijk werk
Aan het einde van de jaren tachtig van de 20e eeuw onderging de sociale geografie ingrijpende veranderingen die nu bekend staan als de ‘cultural turn’, de groeiende betekenis van sociaal-culturele aspecten bij het doorgronden van ruimtelijke processen. Algemeen wordt erkend dat het werk van Cosgrove van grote betekenis is geweest voor deze paradigmaverschuiving in de sociale geografie. Cosgrove speelde een belangrijke rol in de postmoderne discussies over het wezen van het begrip landschap. Hij bracht het landschap weer terug onder de aandacht van de geografen.
In zijn artikel ‘John Ruskin and the Geographical Imagination’ uit 1979 werd de grondslag gelegd voor een totaal andere benadering van het begrip landschap. Hij stelde vast dat geografen hun aandacht hebben verlegd van een kwantitatieve benadering van de ruimtelijke organisatie naar de meer kwalitatieve dimensies van het landschap. Voor die kwalitatieve benadering is een naïeve, voor-wetenschappelijke ervaring van belang. Cosgrove pleit dus voor een fenomenologische aanpak. Dat is niet nieuw in de geografie. In het werk van John Ruskin uit de 19e eeuw vond Cosgrove interessante aanknopingspunten voor zijn ideeën over het landschap. Ruskin verwierp een puur wetenschappelijke benadering van het landschap. Het landschap kon volgens hem niet worden begrepen door alleen maar te kijken naar de morfologie. Hij wenste zich te ontdoen van theoretische inzichten om als het ware onbevangen naar het landschap te kijken: ‘The concern with seeing rather than observing, with an engagement of self and landscape, became a central feature of Ruskin’s geography’ (Cosgrove, 1979, 45). Hoewel het pure empiricisme werd verworpen, hechtte Ruskin veel waarde aan accurate observatie. In het slot van dit artikel wijst Cosgrove op de belangstelling die Ruskin had voor politieke en economische vraagstukken. In de ‘The Poetry of Architecture’ wijst Ruskin op het belang van de relatie tussen de sociale structuur en de daardoor gegeven beperkingen voor individuen om een eigen visie op het landschap te ontwikkelen.
In het baanbrekende boek ‘Social formations and symbolic landscapes’ (1984, tweede druk 1998) analyseerde Cosgrove met name de politiek-ideologische dimensie van het landschap. Het landschap is voor hem niet alleen een manier van kijken geworden, maar ook een projectie van de bestaande machtsverhoudingen in de samenleving. Deze opvatting betekende een radicale breuk met de impliciete (positivistische) aannamen van de heersende opvattingen in de sociale geografie. Hij schreef het boek weliswaar vanuit een Marxistisch perspectief, maar wel als een marxist die cultuur niet als een randverschijnsel wenste te beschouwen. Voor hem hebben de verschillende sociale formaties (als resultaat van de specifieke lokaal aanwezige productiewijzen) ook verschillende vormen van culturele opvattingen. Hij demonstreerde dit gedetailleerd aan de hand van de manier waarop de commerciële elite van Venetië en Vicenza de landschapsschilderkunst en architectuur gebruikte om het landschap vorm te geven. In zijn boek ‘Palladian landscape’ (1993) werd dit gegeven verder uitgewerkt. In de 16e eeuw was de concurrentiepositie van de Venetiaanse handel verslechterd en de rijke Venetianen zochten minder riskante doelen voor het doen van investeringen. Ze financierden de drooglegging van de moerasgebieden op het vasteland en ze vonden in de architect Andrea Palladio de ideale man om bij de vormgeving van het nieuwe land schoonheid en functie met elkaar te verenigen. Het landschap werd als het ware de ‘culturele projectie’ van de opvattingen van de heersende elite. Later zouden de visionaire kwaliteiten van het Palladiaanse landschap wereldwijd navolging krijgen.
In de loop van zijn carrière verschoof de aandacht van Cosgrove van het landschap via de representatie van het landschap naar de iconografie (van het landschap). In 1988 redigeerde Cosgrove met Stephen Daniels ‘The Iconography of Landscape’. Het basisidee was dat voor het begrijpen van het landschap meer nodig was dan het gebruik van beelden en verbale representaties. Het ging er om dat juist die landschapsbeelden zelf (in de vorm van schilderijen, foto’s, teksten en kaarten) vormgevend waren voor het landschap en de betekenis die eraan werd gegeven. Om dit beter te kunnen begrijpen, grepen Cosgrove en Daniels terug op de inzichten uit de iconografie, meer specifiek op de benaderingswijze van Erwin Panofsky. Deze maakte een onderscheid tussen iconografie in beperkte zin en iconografie met een diepere betekenis (ook wel aangeduid met iconologie). In de beperkte zin gaat het om het vaststellen van symbolische betekenissen (het kruis als symbool van het christendom bijvoorbeeld). Bij Panofsky's iconologie gaat het om de niet direct in het oog springende betekenislagen, de onderliggende principes, waarden en normen. Dit uitgangspunt betekende een vernieuwing binnen de culturele geografie. Landschap is niet langer een deel van de ons omringende ruimte, maar ook een visuele representatie van de sociaal-culturele en economische machtsverhoudingen in de samenleving. Geografen dienden deze lagen van betekenissen te analyseren.
In zijn latere werk is er veel aandacht voor de cartografische representatievormen. In 1999 redigeerde hij ‘Mappings’ en in 2001 verscheen ‘Apollo’s Eye’. In dit laatste boek stond niet zozeer het beeld of de kaart centraal, maar de achterliggende visies. Dat was ook het onderwerp van zijn postuum verschenen boek ‘Geography and Vision’ in 2008. In ‘Geography and Vision’ (een collectie van essays en voordrachten) lag de aandacht op geo-graphia zelf, dat wil zeggen op de manier waarop mensen in de loop van de geschiedenis de aarde en de kosmos in grafische vorm hebben weergegeven. Het was een kritische beschouwing van de rol van de geografie in de visualisering, toe-eigening en exploitatie van plaatsen en volken.

## Publicaties, een selectie
- John Ruskin and the Geographical Imagination, Geographical Review, Vol. 69 (1), 1979, pp. 43–62
- Social formation and symbolic landscape, Croom Helm, London, 1984 (1998)
- Prospect, perspective and the evolution of the landscape idea, Transactions of the Institute of British Geographers, NS, 10, 1985, pp. 45–62
- (met Peter Jackson), New Directions in Cultural Geography, Area, Vol. 19(2), June 1987, pp. 95–101
- (met Stephen Daniels als co-editor), The Iconography of Landscape: Essays on the Symbolic Representation, Design and Use of Past Environments, Cambridge University Press, Cambridge, 1988
- The Palladian landscape: geographical change and its cultural representations in sixteenth century Italy, University of Leicester Press, Leicester, 1993
- Mappings, Reaktion Books, London, 1999
- Apollo’s Eye: A Cartographic Genealogy of th Earth in the Western Imagination, Johns Hopkins University Press, Baltimore, 2001
- Geography and Vision: Seeing, Imagining and Representing the World, I.B. Taurus, London and New York, 2008

- Bibsys: 90407546
- Bibliothèque nationale de France: cb12191064z (data)
- CiNii: DA00787157
- Gemeinsame Normdatei: 130404810
- International Standard Name Identifier: 0000 0001 2023 9586
- Library of Congress Control Number: n84239606
- Nationale Bibliotheek van Letland: 000039060
- Bibliotheek van het Japanse parlement: 00869792
- Nationale Bibliotheek van Tsjechië: osd2011555844
- Nationale Bibliotheek van Israël: 987007308561805171
- Nationale en Universitaire bibliotheek Zagreb: 000500887
- Nederlandse Thesaurus van Auteursnamen: 074320785
- Système universitaire de documentation: 03051097X
- Semantic Scholar: 46887745
- Virtual International Authority File: 36963108
- WorldCat: E39PBJvtbHTVrKbFJ398C6qYT3